# Żelazna (Skierniewice)
Pour les articles homonymes, voir Żelazna.
Żelazna est une localité polonaise de la gmina et du powiat de Skierniewice en voïvodie de Łódź.